# To musi być miłość (film 2021)
To musi być miłość – polski film komediowy z 2021 roku w reżyserii Michała Rogalskiego. Premiera kinowa odbyła się 5 listopada 2021 roku.

## Fabuła
Akcja filmu rozgrywa się pomiędzy Bożym Narodzeniem a Sylwestrem. Do Sopotu przyjeżdża najstarsza z rodu(Małgorzata Zajączkowska). Przybywają tam również jej trzy córki (w które wcielają się Małgorzata Kożuchowska, Ina Sobala i Anna Smołowik), oraz mężczyźni ich życia (Tomasz Karolak i Rafał Królikowski), którym w kryzysowej sytuacji pomaga bohater grany przez Jana Englerta.

## Obsada
| Aktor                   | Rola                       |
| ----------------------- | -------------------------- |
| Małgorzata Zajączkowska | Helena Wiej                |
| Małgorzata Kożuchowska  | Roma                       |
| Tomasz Karolak          | Teodor                     |
| Rafał Królikowski       | Wiktor Góra                |
| Anna Smołowik           | Agata                      |
| Jan Englert             | Tadeusz                    |
| Vojtech Babista         | Jirzi                      |
| Ina Sobala              | Viola Wiej                 |
| Ilona Ostrowska         | Maria                      |
| Mateusz Rusin           | doktor Maciej Izdebski     |
| Emma Giegżno            | Olka                       |
| Karolina Szymczak       | vlogerka Adela             |
| Maja Szopa              | Zuza                       |
| Mikołaj Cieślak         | producent programu Wiktora |
| Jonasz Stępień          | gitarzysta                 |
| Ludmila Foretkova       | bibliotekarka Podhorecka   |
| Piotr Ligienza          | reżyser programu Wiktora   |

## Produkcja
Zdjęcia do filmu odbywały się w styczniu 2020 roku w Warszawie, Pradze oraz Sopocie. Produkcja początkowo miała nosić tytuł Miłość na Marsie.